# Morgengrauen (Dean Koontz)
Morgengrauen (Originaltitel: „Tick Tock“) ist ein Roman von Dean Koontz, der unmittelbar nach „Dunkle Flüsse des Herzens“ und „Intensity“ im Jahr 1996 entstanden ist und 1998 in Deutschland veröffentlicht wurde. Diese beiden Erzählungen waren zwei der düstersten und beunruhigendsten Werke von Dean Koontz. Nach deren Abschluss war der Autor nach eigenen Angaben selbst so verstört, dass er eine geradlinigere, positivere Story für sein nächstes Buch als fast zwingend empfand.

## Handlung
Im Stil einer klassischen amerikanischen Screwball-Komödie trifft ein sympathischer junger Mann auf ein junges Mädchen, das sich bald als chaotische Powerfrau entpuppt, die ihn von einer haarsträubenden Situation in die andere bringt. Das Ganze beginnt damit, dass der Held der Geschichte, ein junger Journalist vietnamesischer Abstammung, vor seiner Haustür eine Stoffpuppe entdeckt. Ein kleiner, reptilienartiger Dämon mit fast menschlicher Intelligenz entschlüpft und greift ihn an. Der junge Mann führt einen verzweifelten Abwehrkampf und rennt dann voller Panik aus dem Haus. Auf der Flucht lernt er eine Kellnerin kennen, die sich aus Abenteuerlust anschließt. Der Dämon wächst von Stunde zu Stunde und nimmt schließlich menschliche Gestalt an. Bis zum Morgengrauen müssen die beiden durchhalten, dann verliert der Angreifer seine Kraft. Unterstützt werden sie von den vietnamesischen Verwandten des Mannes, die versuchen, die altertümlichen Schriftzeichen zu entziffern, die auf einem Zettel stehen, der an der Stoffpuppe befestigt war.
Das typische Dean-Koontz-Strickmuster tritt hier besonders klar zu Tage: Zunächst wird ein sympathischer Einzelgänger attackiert. Im Verlauf der Handlung findet sich in einer gleichaltrigen Person des anderen Geschlechts ein erster Helfer ein. Weitere folgen. Gemeinsam besiegt man schließlich das Böse.

## Deutsche Übersetzung
- Dean Koontz: Morgengrauen. Unheimlicher Roman. Übersetzt von Eva Malsch. Bastei-Verlag Lübbe, Bergisch Gladbach 1998, ISBN 3-404-14141-5.